# Daïra d'Ouaguenoun
La daïra de Ouaguenoun est une circonscription administrative algérienne située dans la wilaya de Tizi-Ouzou et la région de Kabylie. Son chef-lieu est situé sur la commune éponyme de Ouaguenoun.

## Communes
La daïra est composée de trois communes:
- Aït Aïssa Mimoun;
- Ouaguenoun ;
- Timizart.

La population totale de la daïra est de 66 689 habitants pour une superficie de 141,21 km2.

## Localisation
| Daïra de Tigzirt                           |                     | Daïra d'Azeffoun |
| Daïra de Makouda, Daïra de Draâ Ben Khedda | daïra'Ouaguenoun    | Daïra d'Azazga   |
|                                            | Daïra de Tizi Ouzou |                  |